# Suiza en los Juegos Paralímpicos de Nagano 1998
Suiza estuvo representada en los Juegos Paralímpicos de Nagano 1998 por un total de 19 deportistas, 15 hombres y cuatro mujeres.

## Medallistas
El equipo paralímpico suizo obtuvo las siguientes medallas:
| Nombre                                    | Deporte        | Evento                                 |
| ----------------------------------------- | -------------- | -------------------------------------- |
| Oro                                       |                |                                        |
| Theres Huser                              | Biatlón        | 7,5 km LW2-4,6/8,9 femenino            |
| Walter Widmer                             | Biatlón        | 7,5 km LW11 masculino                  |
| Rolf Heinzmann                            | Esquí alpino   | Descenso LW6/8 masculino               |
| Rolf Heinzmann                            | Esquí alpino   | Eslalon LW6/8 masculino                |
| Rolf Heinzmann                            | Esquí alpino   | Eslalon gigante LW6/8 masculino        |
| Rolf Heinzmann                            | Esquí alpino   | Supergigante LW6/8 masculino           |
| Hans Burn                                 | Esquí alpino   | Descenso LW4 masculino                 |
| Hans Burn                                 | Esquí alpino   | Eslalon LW4 masculino                  |
| Hans Burn                                 | Esquí alpino   | Eslalon gigante LW4 masculino          |
| Ruedi Weber                               | Esquí de fondo | 5 km silla de esquí LW11 masculino     |
| Plata                                     |                |                                        |
| Vreni Stoeckli                            | Esquí alpino   | Eslalon gigante LW10-11 femenino       |
| Fritz Berger                              | Esquí alpino   | Eslalon LW2 masculino                  |
| Michael Brügger                           | Esquí alpino   | Eslalon gigante LW4 masculino          |
| Hans Burn                                 | Esquí alpino   | Supergigante LW4 masculino             |
| Franco Belletti Ruedi Weber Walter Widmer | Esquí de fondo | 3 × 2,5 km LW10-12 masculino           |
| Bronce                                    |                |                                        |
| Adrian Mosimann                           | Biatlón        | 7,5 km B2 masculino                    |
| Juerg Gadient                             | Esquí alpino   | Eslalon LW2 masculino                  |
| Juerg Gadient                             | Esquí alpino   | Supergigante LW2 masculino             |
| Fritz Berger                              | Esquí alpino   | Descenso LW2 masculino                 |
| Hans-Jörg Arnold                          | Esquí alpino   | Eslalon LW11 masculino                 |
| Heinz Frei                                | Esquí de fondo | 10 km silla de esquí LW10 masculino    |
| Heinz Frei                                | Esquí de fondo | 15 km silla de esquí LW10-12 masculino |
| Ruedi Weber                               | Esquí de fondo | 10 km silla de esquí LW11 masculino    |